# 1673 en arts plastiques
| Années des arts plastiques : 1670 - 1671 - 1672 - 1673 - 1674 - 1675 - 1676    |
| Décennies des arts plastiques : 1640 - 1650 - 1660 - 1670 - 1680 - 1690 - 1700 |

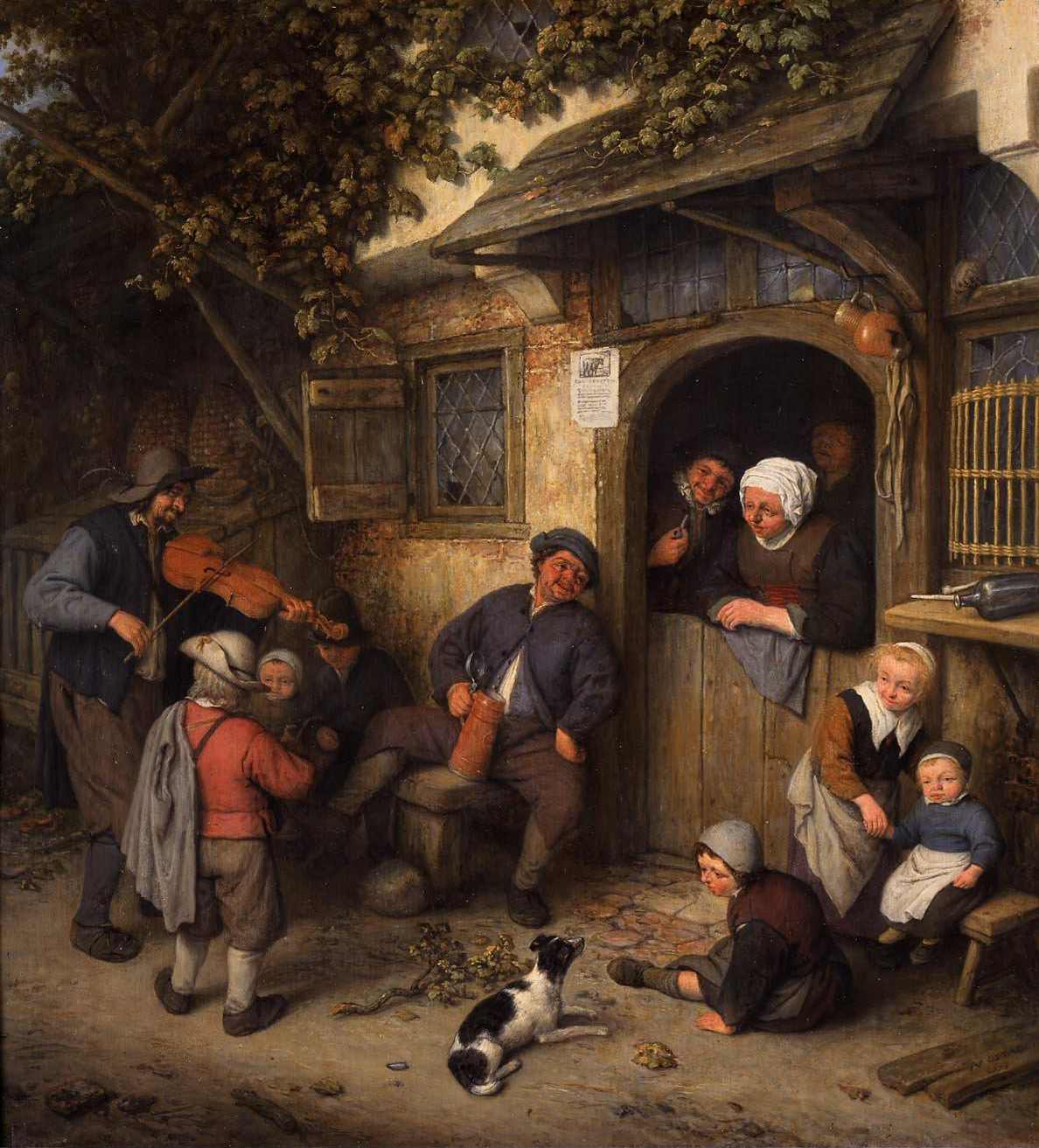
Le violoniste, toile d'Adriaen van Ostade.

Cette page concerne l'année 1673 en arts plastiques.

## Naissances
- 28 avril : Claude Gillot, peintre français († 4 mai 1722),
- ? : Pietro Paltronieri, peintre italien de la période baroque tardive († 8 juillet 1741).

## Décès
- 6 mars : Isaac Luttichuys, peintre néerlandais (° 25 février 1616),
- 15 mars : Salvator Rosa, poète satirique, acteur, musicien, graveur et peintre italien (° 22 juillet 1615),
- 11 avril : Michel Lourdel, sculpteur et peintre français (° 1577),
- 26 mai : Isaac Moillon, peintre français (° 8 juillet 1614),
- 20 octobre : Barent Fabritius, peintre néerlandais (° 6 novembre 1624),
- 27 novembre :Antonie Palamedesz, peintre néerlandais (° novembre 1602),
- ? :
  - Daniël de Blieck, peintre, dessinateur industriel et architecte néerlandais (° vers 1610),
  - Bernardin Mimault, peintre français (° 26 mai 1609),
  - Xiao Yuncong, peintre chinois (° 1596).